# Promoción fantasma
Promoción fantasma es una película española dirigida por Javier Ruiz Caldera y protagonizada por Raúl Arévalo, Alexandra Jiménez, Andrea Duro, Jaime Olías, Àlex Maruny, Anna Castillo, Aura Garrido y Javier Bódalo. Se estrenó el 3 de febrero de 2012.

## Sinopsis
Modesto (Raúl Arévalo) es profesor y posee la habilidad de ver muertos, lo cual no solo le ha costado una fortuna en psiquiatras sino el despido de todos los colegios donde ha trabajado. Su suerte cambia cuando consigue plaza en el Monforte y tiene que dar clase a cinco alumnos que han convertido un colegio de prestigio en la casa de los horrores. Modesto tiene que lograr que los cinco chicos cumplan su asignatura pendiente y que se vayan de allí de una vez por todas. Pero no lo va a tener fácil, porque los cinco llevan veinticinco años muertos.

## Curiosidades
La voz de Ángela (interpretada por Anna Castillo) cantando el Réquiem de Mozart es de la soprano española Miriam Mendiola, sincronizada con el movimiento de labios de la actriz.
La madre de Elsa (Aura Garrido) es interpretada por la estilista Cristina Rodríguez.
Esta película aparece por algunos segundos en otra película, Caníbal (Manuel Martín Cuenca, 2013).

## Reparto
| Intérprete           | Personaje                 |
| -------------------- | ------------------------- |
| Raúl Arévalo         | Modesto                   |
| Alexandra Jiménez    | Tina Escalonilla          |
| Anna Castillo        | Ángela Pérez Blanco       |
| Andrea Duro          | Mariví Herrera            |
| Jaime Olías          | Jorge                     |
| Àlex Maruny          | Daniel Franqueza "Dani"   |
| Aura Garrido         | Elsa                      |
| Javier Bódalo        | Pinfloy                   |
| Joaquín Reyes        | Psiquiatra vivo           |
| Luis Varela          | Psiquiatra muerto         |
| Carlos Areces        | José María Otegui         |
| Silvia Abril         | Manuela                   |
| Elena Irureta        | Consejera de Educación    |
| Carlos Niño          | Profesor de literatura    |
| César Vallejo        | Edu                       |
| Silvino Torre        | Director de la coral      |
| Christian Casas      | Alumno chulo              |
| Rocío Barba          | Alumna coral solista      |
| Borja Leiva          | Modesto 13 años           |
| Raquel Armesto       | Desiree                   |
| Samuel Romero        | Corredor footing          |
| Antonio Mareina      | Alumno cocina             |
| Miriam Praderas      | Alumna güija pija         |
| Cláudia Mello        | Chica brackets            |
| Leila Ribero         | Jugadora volley pelirroja |
| Cynthia Martínez     | Jugadora volley rubia     |
| Elena Anaya          | Jugadora volley 3         |
| Federico Bueno       | Jugador fútbol 1          |
| Ignacio Rodríguez    | Jugador fútbol 2          |
| María Casero         | Alumna pija               |
| Gonzalo del Pozo     | Padre Ampa                |
| María Belén Prieto   | Madre embobada            |
| Cristina Herrero     | Chica solitaria 1994      |
| Eduardo Noya         | Chico baila 1994          |
| Marta Bellón         | Chica baila 1994          |
| José María Sacristán | Director instituto        |
| Christian Mulas      | Alumno rapero 1           |
| Marcos Alonso        | Alumno rapero 2           |
| José Alfonso Crespo  | Fundador                  |
| Marta Rama           | Madre pija                |
| Juan Garrido         | Padre pijo                |
| Jesús Lobo           | Jesús Lobo                |
| Claudia Melo         |                           |
| Miriam Mendiola      | Angela                    |
| Jorge Rodríguez      |                           |
| Sara Sanz            |                           |
| Selica Torcal        |                           |
| Daniel Peña          | Padre Conspicuo           |